# بلقیس سلیمانی
بلقیس سلیمانی (زاده ۱۳۴۲ در کرمان)، داستان‌نویس و منتقد ادبی و پژوهشگر معاصر ایرانی است.
کتاب‌های «بازی آخر بانو»، «بازی عروس و داماد» و «خاله بازی» از آثار اوست که همگی بیش از پنج بار تجدید چاپ شده‌اند و رمان بازی آخر بانو برندهٔ جایزه ادبی مهرگان و بهترین رمان بخش ویژهٔ جایزهٔ ادبی اصفهان در سال ۱۳۸۵ شده‌است.

## تحصیلات
سلیمانی فلسفه خوانده و بیش از هشتاد مقاله در مطبوعات نوشته‌است و برخی از داستان‌هایش به زبان‌های انگلیسی، ایتالیایی و عربی ترجمه شده‌است. او داوری جایزه‌های ادبی را نیز بر عهده داشته‌است، از جمله جشنواره بین‌المللی برنامه‌های رادیویی و جایزه منتقدان و نویسندگان مطبوعاتی.

## آثار
رمان‌های «بازی آخر بانو» و «خاله بازی» دو کتاب از یک سه‌گانه در زمینه‌های عشق و روایت و قدرت هستند که داستان آن‌ها در زمان رویدادهای سیاسی - اجتماعی دهه ۱۳۶۰ ایران قرار دارد و نقش اصلی و محوری آن‌ها با زنان است. سلیمانی در این مجموعه رمان‌ها انسان را در موقعیت‌های مختلف و خطیر مانند انسان در موقعیت انتخاب، انسان در موقعیت آزاد، انسان در موقعیت مرگ، یا در موقعیت قتل قرار داده و عکس‌العمل او را بررسی می‌کند. اما بیشتر دغدغه‌های فلسفی و تجربهٔ آن در قالبی تازه سبب نگارش مجموعه داستان‌های بسیار کوتاه «بازی عروس و داماد» او بود. داستان‌های مجموعه «بازی عروس و داماد» را می‌توان داستان مینی‌مال یا داستان‌های فلَش دانست. این شصت داستان چند خطی همگی قصه‌گو هستند و طرح داستانی آن‌ها واضح و مشخص است و بسیاری از آن‌ها پایانی غافلگیرکننده دارند.

## جوایز
- جایزه ادبی مهرگان در سال ۱۳۸۵.
- جایزهٔ ادبی اصفهان در سال ۱۳۸۵.
- اعطای نشان درجه یک هنری در سال ۱۳۹۵.[۸]

### رمان
- خاله بازی، انتشارات ققنوس[۶]
- به هادس خوش آمدید، نشر چشمه (۱۳۸۹)[۹]
- نارسیده ترنج (در دست نگارش و چاپ) رمانی است دربارهٔ زنان ایرانی در دهه ۶۰ و فضای جنگ[۱]
- پسری که مرا دوست داشت[۱۰]
- سگ‌سالی (۱۳۹۲)
- بازی آخر بانو (برندهٔ جایزه ادبی مهرگان و جایزهٔ بهترین رمان بخش ویژهٔ جایزهٔ ادبی اصفهان در سال ۸۵)[۴]
- آن مادران این دختران انتشارات ققنوس (۱۳۹۷)
- پیاده انتشارات چشمه زمستان ۱۳۹۷
- " من از گورانی ها می ترسم "  انتشارات چشمه (۱۳۹۴)
- شب طاهره_انتشارات ققنوس_۱۳۹۴

شام آخر در سرخده انتشارات چشمه ۱۴۰۰

### داستان کوتاه
- بازی عروس و داماد، نشر چشمه (مجموعه داستان‌های بسیار کوتاه (مینی‌مال)[۶] یا داستان‌های فلَش[۷])

### پژوهش ادبی
- همنوا با مرغ سحر، دربارهٔ زندگی و آثار علی‌اکبر دهخدا[۱]
- هنر و زیبایی از دیدگاه افلاطون[۱]
- بررسی وضعیت کمی و کیفی ادبیات داستانی در دههٔ هفتاد[۱]
- تفنگ و ترازو (در نقد و بررسی ادبیات دفاع مقدس)[۱]